# Bolsward
Bolsward (uitspraakⓘ; Fries: Boalsert ([’bɔlzət], uitspraakⓘ)) is een stad met 10.120 inwoners (1 januari 2023) in de gemeente Súdwest-Fryslân, in de Nederlandse provincie Friesland, die ligt ten zuiden van Franeker, ten noordwesten van Sneek en ten oosten van Makkum. De stad ligt aan de noordkant van de A7 en de Wijmerts en door de stad stromen onder meer de Stadsgracht en de Leeuwardervaart.
Bolsward is een van de elf steden. Tot 2011 was het de hoofdplaats van de voormalige gemeente Bolsward.

## Geschiedenis
Bolsward is ontstaan op een drietal terpen, waarvan in ieder geval de oudste (waar de Sint Maartenskerk op staat) dateert van voor het begin van de jaartelling. De Broerekerk, op 8 mei 1980 door brand verwoest en nu als ruïne geconserveerd, is het oudste gebouw van de stad en dateert deels uit het eind van de 13e eeuw. Ook uit de middeleeuwen stamt het Mariabeeld Onze-Lieve-Vrouwe van Sevenwouden, tegenwoordig bewaard in de Sint-Franciscusbasiliek aan de Dijlakker.
Bolsward kreeg van Filips de Goede in 1455 stadsrechten mede dankzij de redenaar pater Brugman. Bolsward was een Hanzestad, maar was voor de afzet van de Friese zuivel aangewezen op de Hollandse steden. Zo kwam de stad tot welvaart. Het stadhuis van Bolsward, dat gebouwd werd rond 1615, is een teken van de bloei van de stad in de zeventiende eeuw. Het werd in 1765 vergroot en verfraaid in rococostijl. 

In de tweede helft van de achttiende eeuw liep het inwoneraantal van Bolsward achteruit van 2878 in 1748 naar 2500. De plaatselijke textielindustrie had zwaar te lijden onder de buitenlandse concurrentie; de boter- en kaasmarkt leed erg onder de veepest die op het Friese platteland woedde.

### De Patriottentijd in Bolsward
De patriotten in Bolsward kregen tussen 1782 en 1789 landelijke aandacht van de pers. De invloedrijke burgemeester Van Hiemstra werd gepasseerd, de vroedschap behield haar oude grootte, er werd een vrijwillige schutterij opgericht, waarin Willem Lycklama à Nijeholt en Cornelis van den Burg als de twee kapiteins een belangrijke rol speelden. Bolsward was de enige Friese stad die in september 1787 de Pretense Staten in Franeker erkende.

## Bolsward als bedevaartsoord
Bolsward is een bedevaartsoord omdat in de Sint-Franciscusbasiliek van Bolsward een genadebeeld van Maria is, het Onze-Lieve-Vrouwe van Sevenwouden uit het einde van de 13e eeuw.

## Bezienswaardigheden
De oude binnenstad met grachtjes, het stadhuis, de ambachtelijke distilleerderij "De Stiekeme Stoker" (Oenema Fryske Bearenburch), de distilleerderij Sonnema Berenburg, de Friese Bierbrouwerij en tevens whiskystokerij, en weeshuis Hid Herohiem (thans Hotel/Restaurant). De stad telt tientallen rijksmonumenten en 75 gemeentelijke monumenten. Een deel van de stad is een beschermd stadsgezicht, een van de beschermde stads- en dorpsgezichten in Friesland.
Centrumkaart met bezienswaardigheden

### Molens
Even buiten de stad staan drie poldermolens: De Klaver, een spinnenkopmolen die oorspronkelijk uit 1802 dateert, de in 1824 gebouwde grondzeiler Tadema's molen en een tjasker uit 1973.

### Kerkgebouwen

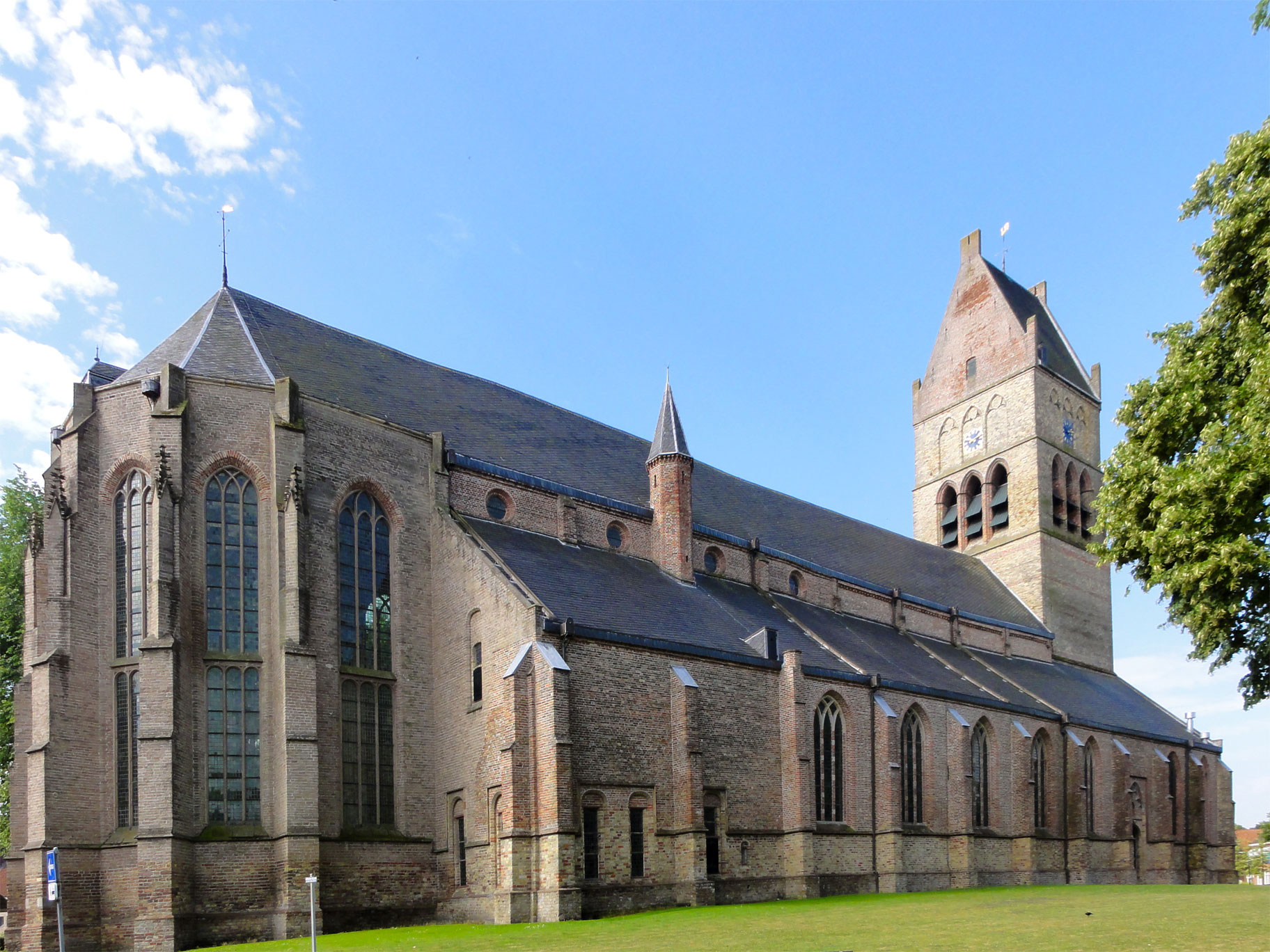
Martinikerk
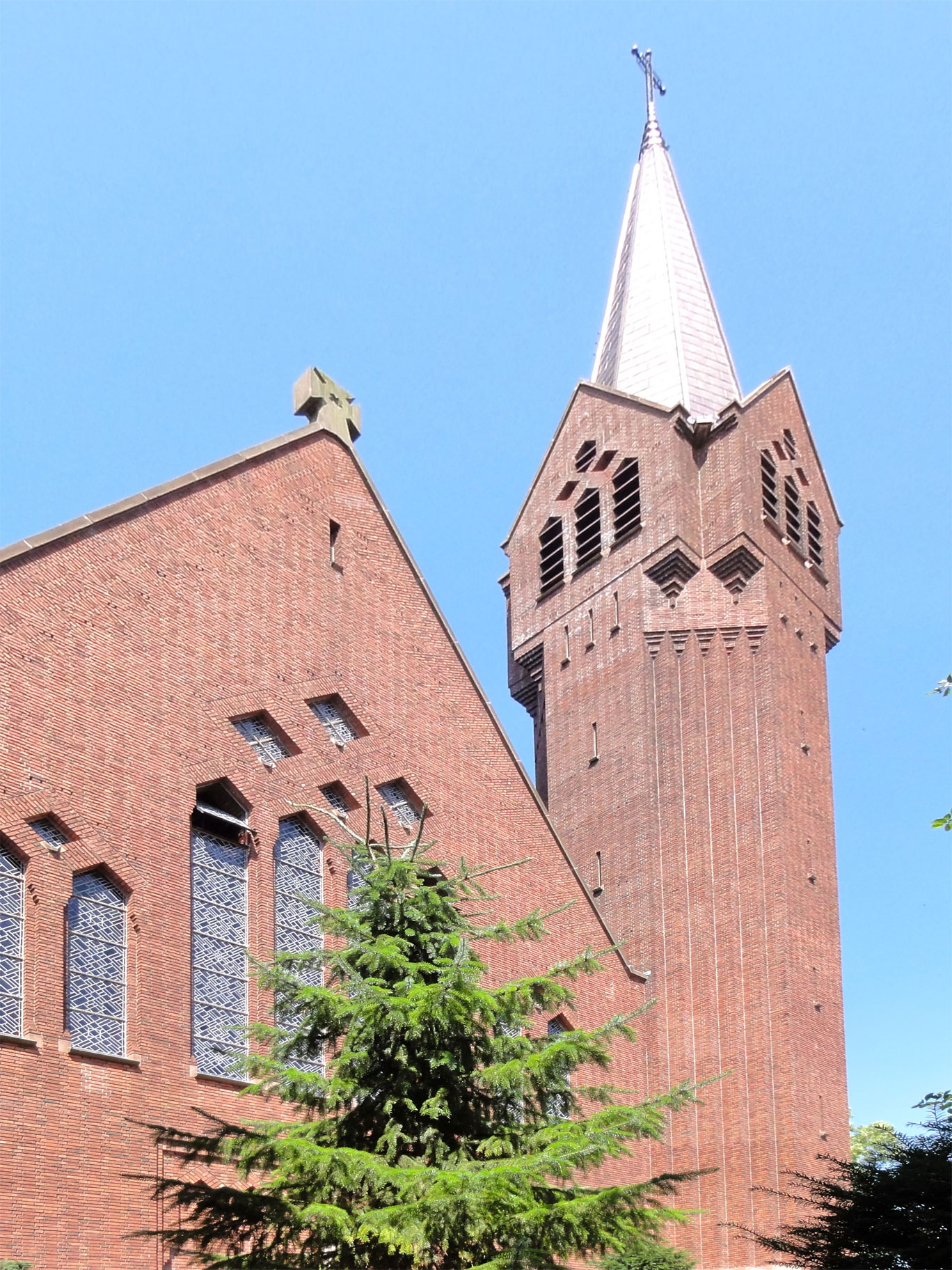
Sint-Franciscusbasiliek
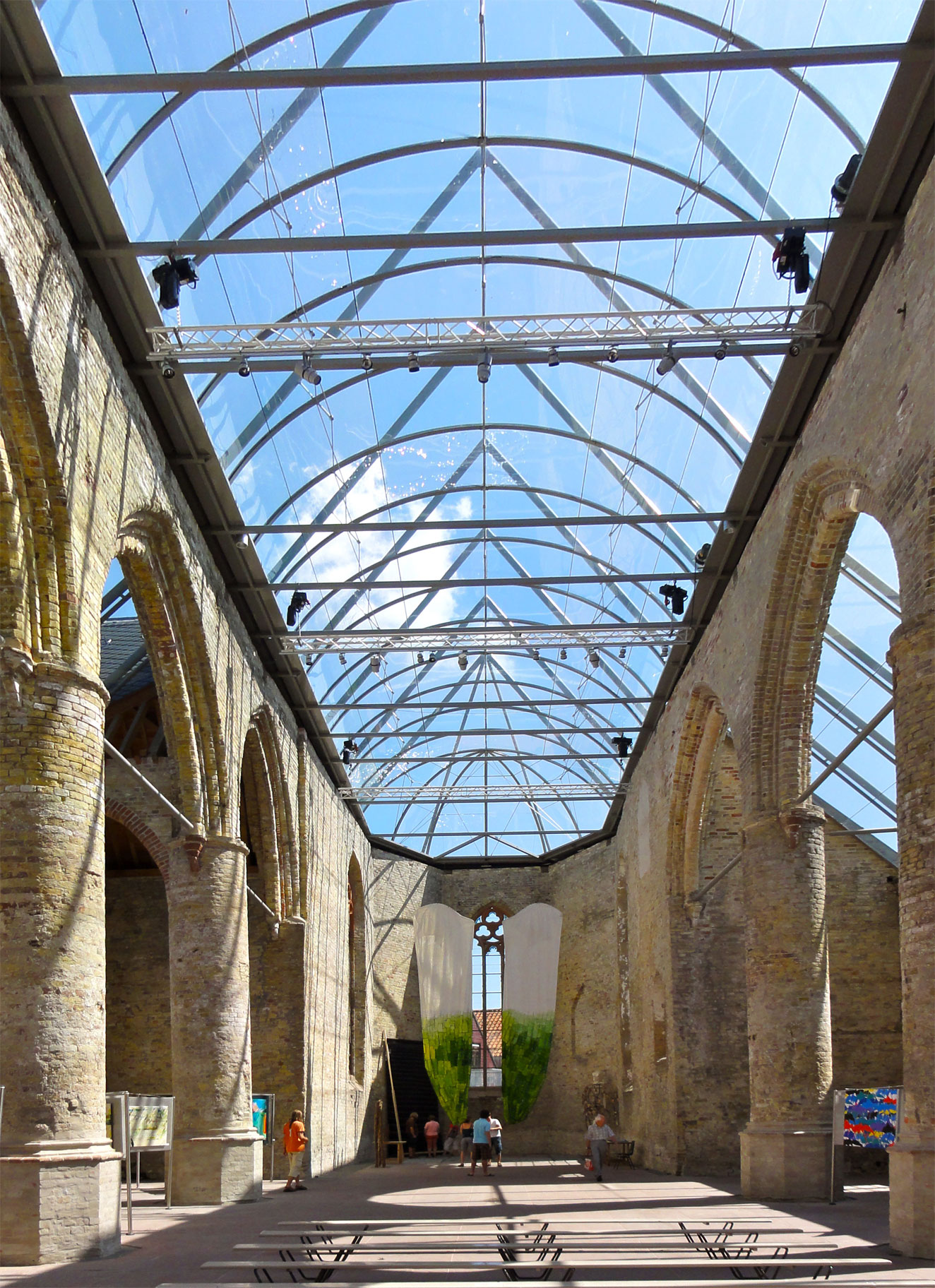
Broerekerk
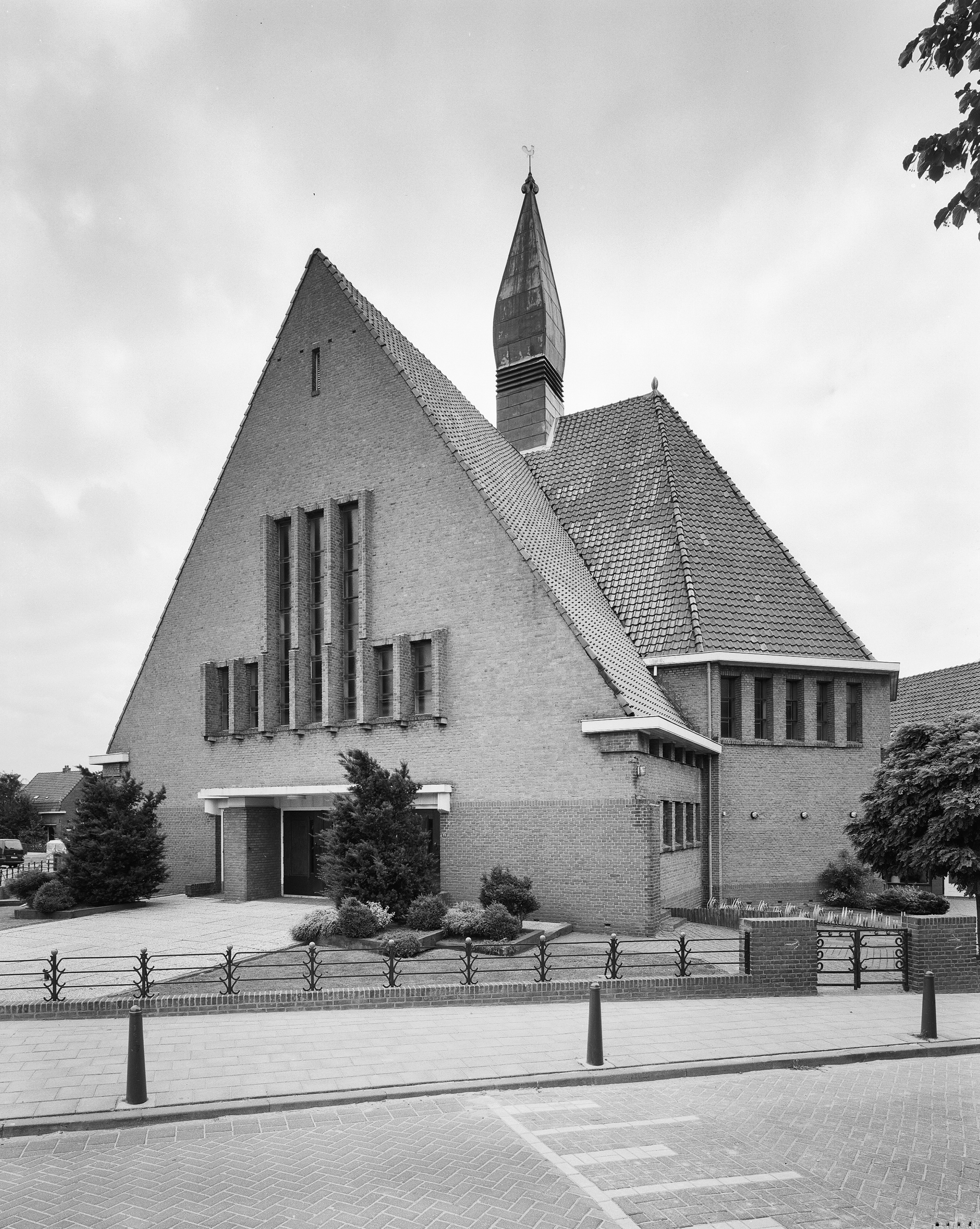
Gasthuiskerk
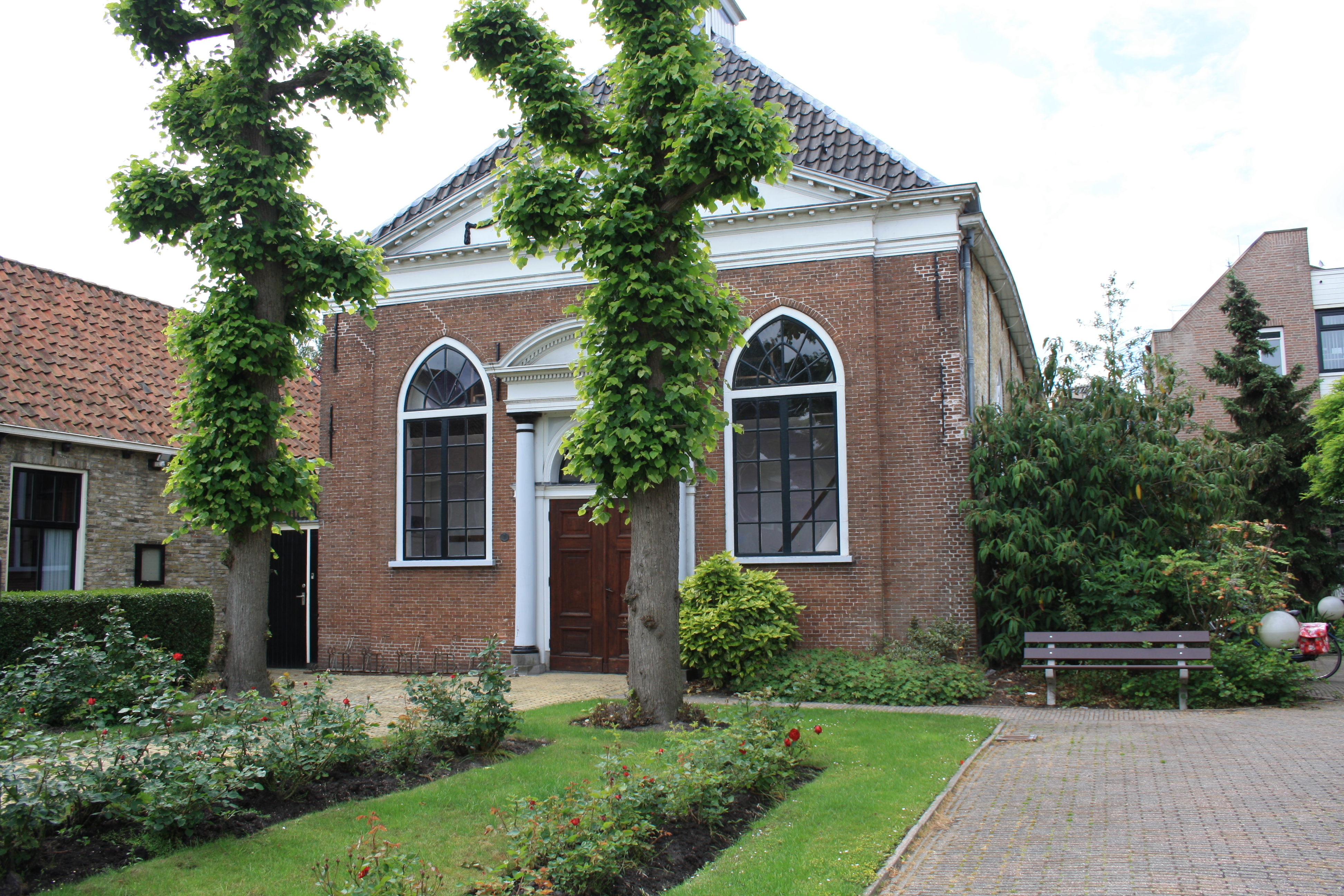
Doopsgezinde kerk

## Festiviteiten

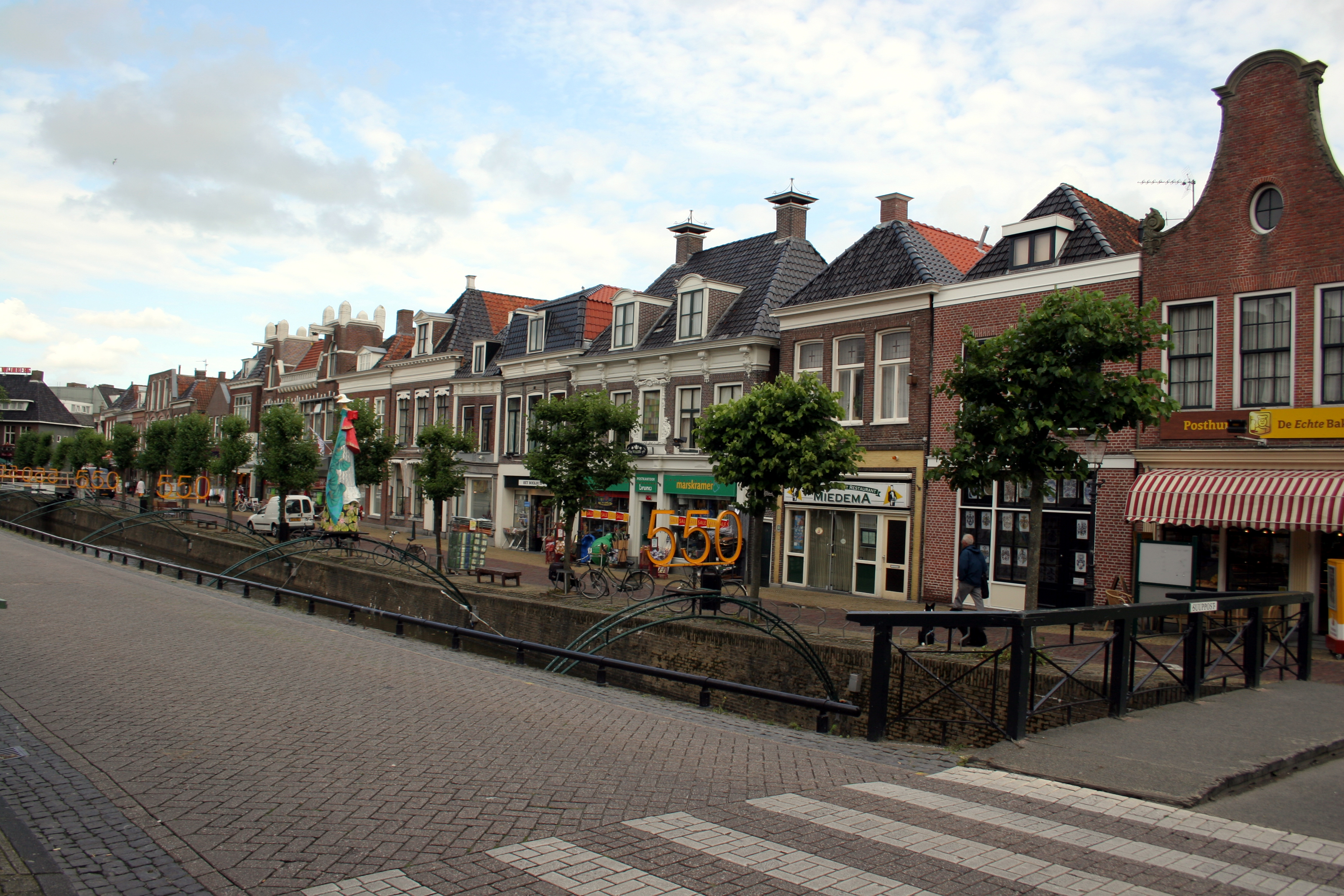
Appelmarkt

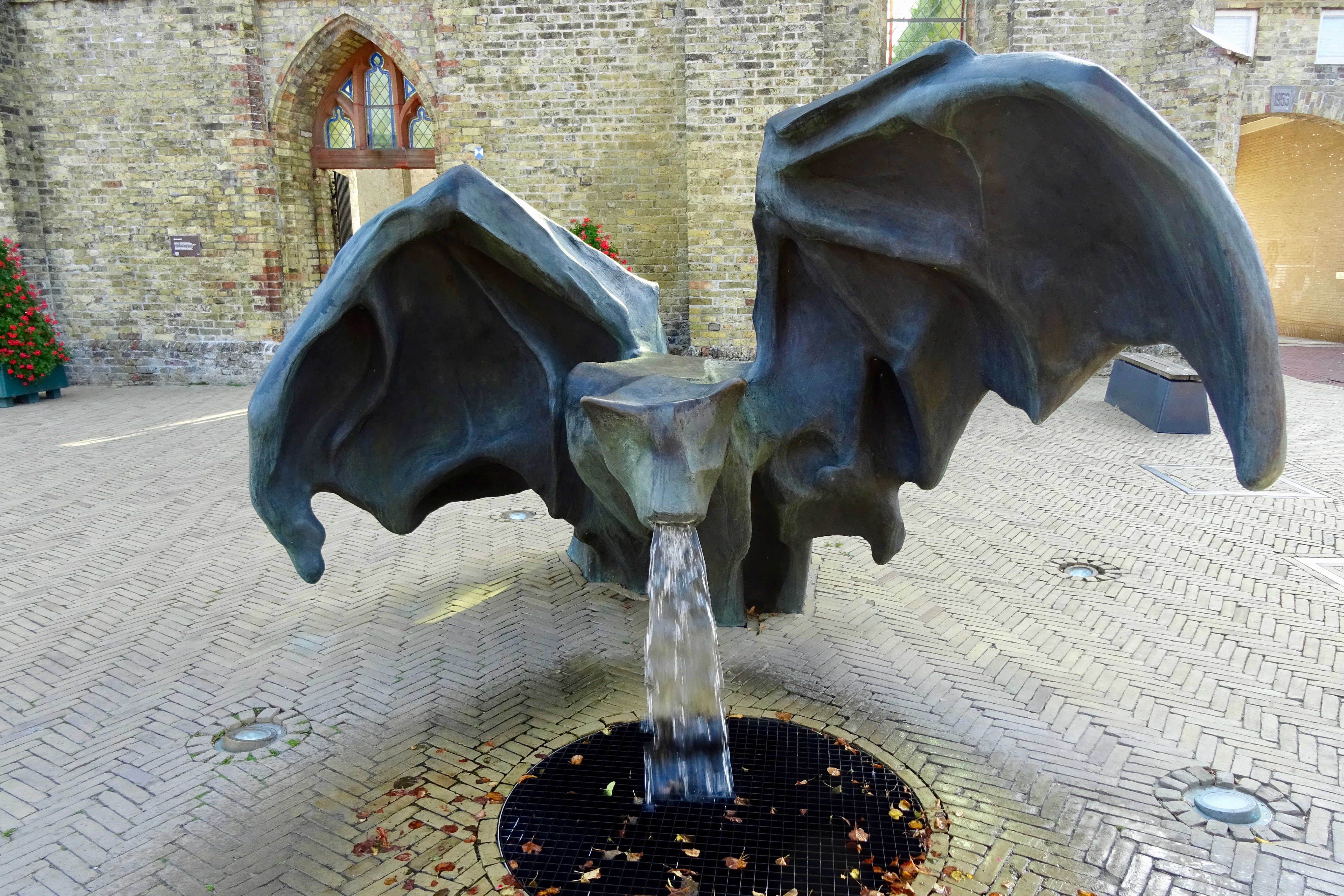
De Vleermuis, fontein 11Fountains bij de Broerekerk.

- Fietselfstedentocht. Jaarlijks op tweede pinksterdag.
- Stepelfstedentocht. Zaterdagnacht voor pinksteren.
- Heamiel. Vierdaags festival in juni, waarop wordt gevierd dat het hooi van het land gehaald is. Kermis en op donderdag traditionele 'hooimaaltijd' en markt.
- BOLStjurrich. Straatfestival op de zaterdag van de Heamiel. Mix van theater, muziek, acrobatiek en feest.
- Internationaal Folkloristisch Dansfestival. Tijdens de Heamiel.
- Bolletongersdei. Stierendonderdag.
- Nachtmarkt. Grote markt tijdens de avonduren.
- Simmerwike. Muzikale festijn met vier avonden muziekoptredens op een groot ponton in het Kruiswater, medio augustus.
- ParkBOP. Gratis muziekfestival in het Julianapark.

## Onderwijs

### Basisonderwijs
- Openbaar: De Opbouw, De Blinker
- Rooms-katholiek: Sint Maartenschool
- Protestants/christelijk: CBS de Bron

### Voortgezet onderwijs
- Marne College, middelbare school voor tto, vwo, havo, vmbo en lwoo

## Sport
- Kaatsverenigingen: KV Bolsward
- Korfbalvereniging: kv Westergo
- Schaakvereniging: Westergoo
- Schaatsvereniging: Schaats Training Bolsward (STB)
- Tennisvereniging: De Drie Posten
- Voetbalvereniging: VV Blauw Rood '20
- Voetbalvereniging: SC Bolsward
- Volleybalvereniging: VC Bolsward
- Zwemvereniging: Zwem- en Poloclub Bolsward

## Bereikbaarheid
Bolsward ligt aan de A7 en heeft twee aansluitingen, aansluiting 17 (Bolsward) en aansluiting 18 (Bolsward-Oost). Het ligt aan de N359 en is over het water te bereiken via de Wijmerts, de Makkumervaart en de Oude Kloostervaart. Bolsward heeft geen treinstation. Wel was er van 1882-1968 een tramverbinding met Sneek en van 1882-1947 een tramverbinding met Harlingen. Het tramstation aan de Snekerstraat herbergt nu een garagebedrijf.
Sinds 9 januari 2022 is het busstation gelegen aan de Twibaksdyk aan de westrand van Bolsward geopend. Hier stoppen o.a. lijnen 44, 75, 92, 96, 99, 355 en 390. Hierdoor kon het busverkeer in het centrum worden verminderd en kon het oude busstation worden gesloten en verbouwd worden tot parkeerterrein. Ter vervanging kwam wel een halte aan de Gasthuissingel. Aan de Kloosterlaan aan de oostrand van Bolsward bevindt zich ook een busstation met restanten van het meubilair van de interliner die daar in het verleden reed.

## Geografie

### Woonwijken
- Centrum
- Parkplan
- Zuid

- Hollandiabuurt
- Noord
- Eekwerd

- Altenburg
- Fûgelkrite
- Hartwerdervaart

### Industrieterreinen
- De Klokslag
- De Ward (Wonen en werken)
- De Marne
- Industriepark
- De Wijmerts

## Media
- Omroep Súdwest, tv- en radiozender gemeente Súdwest-Fryslân

Bolsward · 
Dokkum ·
Franeker ·
Harlingen ·
Hindeloopen ·
IJlst ·
Leeuwarden ·
Sloten ·
Sneek ·
Stavoren ·
Workum
Steden: Bolsward · Hindeloopen · IJlst · Sneek · Stavoren · Workum

Dorpen en gehuchten: Abbega · Allingawier · Arum · Blauwhuis · Bozum · Breezanddijk · Britswerd · Burgwerd · Cornwerd · Dedgum · Deersum · Edens · Exmorra · Ferwoude · Folsgare · Gaast · Gaastmeer · Gauw · Goënga · Greonterp · Hartwerd · Heeg · Hemelum · Hennaard · Hichtum · Hidaard · Hieslum · Hommerts · Idsegahuizum · IJsbrechtum · Indijk · It Heidenskip · Itens · Jutrijp · Kimswerd · Kornwerderzand · Koudum · Kubaard · Loënga · Lollum · Longerhouw · Lutkewierum · Makkum · Molkwerum · Nijhuizum · Nijland · Offingawier · Oosterend · Oosterwierum · Oosthem · Oppenhuizen · Oudega · Parrega · Piaam · Pingjum · Poppingawier · Rauwerd · Rien · Roodhuis · Sandfirden · Scharl · Scharnegoutum · Schettens · Schraard · Sijbrandaburen · Terzool · Tirns · Tjalhuizum · Tjerkwerd · Uitwellingerga · Waaxens · Warns · Westhem · Wieuwerd · Witmarsum · Wolsum · Wommels · Wons · Woudsend · Zurich

Buurtschappen: Abbegaasterketting · Anneburen · Arkum · Atzeburen · Baarderburen · Baburen · Bernsterburen · De Bieren · De Blokken · De Hel · De Grits · De Kat · De Klieuw · De Polle · De Wieren · Dijksterburen · Doniaburen · Draaisterhuizen · Driehuizen · Eemswoude · Engwerd · Engwier · Exmorrazijl · Feyteburen · Flansum · Galamadammen · Gooium · Grauwe Kat · Grote Wiske · Grotewierum · Harkezijl · Hayum · Hemert · Hidaarderzijl · Hoekens · Hornsterburen · Idzega · Idserdaburen · Indijk (Bozum) · Jet · Jonkershuizen · Jousterp · Jouswerd · Kampen · Kleine Gaastmeer · Kleine Wiske · Kleiterp · Kooihuizen · Koufurderrige  · Kromwal · Koudehuizum · Laaxum · Laad en Zaad · Lippenwoude · Lytshuizen · Makkum (Bozum) · Meilahuizen · Montsamaburen · Nijeburen · Nijeklooster · Nijezijl · Oosthem (Witmarsum) · Osingahuizen · Piekezijl · Remswerd · Rijtseterp · Scharneburen · Schrok · Sieswerd · Sjungadijk · Smallebrugge · Sotterum · Speers  · Strand · Swaanwerd · Swarte Beien · Tsjerkebuorren · Vierhuizen · Viersprong · Vijfhuis · Vissersburen  · Het Vliet· Westerlittens · Wolsumerketting · Wonneburen · Ypecolsga

 Voormalige buurtschappen: Aaksens · Angterp · De Band · Barsum · De Bird · Bittens · Bloemkamp · Bootland · Bovenburen · Doniawier · Goëngamieden · Hiddum · Houw · Knossens · De Nes · Ottenburen · Sandfirderrijp · Slijp · Spijk · De Weeren 

Friesland: Steden en dorpen      Nederland: Provincies · Gemeenten